# Amegilla cana
Amegilla cana là một loài Hymenoptera trong họ Apidae. Loài này được Walker mô tả khoa học năm 1871.